# Jean-Pierre Carayon
Pour les articles homonymes, voir Carayon.
Jean-Pierre Carayon est un footballeur puis entraineur français, né le 17 février 1943 à Béziers dans le département de l'Hérault et mort le 12 janvier 2018 à Toulouse. Il joue au poste de gardien de but du début des années 1960 au milieu des années 1970.
Formé à l'AS Béziers, il évolue ensuite au GFCO Ajaccio, à l'AS Monaco puis termine sa carrière professionnelle au FC Bourges.
Il devient ensuite entraîneur au CS Thonon qu'il mène de la Division d'honneur du Lyonnais à la division 2 puis réussit la même performance avec le Perpignan FC. Il est le père de Philippe Carayon, journaliste de télévision à Canal+ également passé par TPS, M6 et TF1.

## Biographie

### Joueur
Jean-Pierre Carayon commence le football au sein de l'AS Béziers après avoir joué au rugby dans le club local. Il fait ses débuts en équipe première lors de la saison 1962-1963 comme second gardien derrière Henri Hairabedian. Il devient titulaire deux ans plus tard lors de la saison 1964-1965 qui voit le club bitterois terminer dernier de la Division 2.
Jean-Pierre Carayon s'engage alors avec le GFCO Ajaccio qui évolue en CFA. Le club ajaccien domine le groupe Sud-Est et remporte ses onze rencontres à domicile. Dans la phase finale attribuant le titre de champion, les « Gaziers » l'emportent quatre à deux après prolongation sur l'AC Cambrai,.  L'année suivante, Jean-Pierre Carayon et ses coéquipiers remportent de nouveau le groupe Sud-Est, en ne concédant aucune défaite, mais se font éliminer en phase finale. En 1968, le club remporte de nouveau les phases finales du CFA en s'imposant deux buts à zéro face à l'Entente Bagneaux Fontainebleau Nemours. En Coupe de France, les Ajacciens l'emportent en trente deuxième de finale sur l'AS Monaco, club de Division 1 puis s'inclinent au stade suivante face aux rivaux locaux de l'AC Ajaccio.
Il est engagé en 1968 par l’AS Monaco pour remplacer Jean-Claude Hernandez. Jean-Pierre Carayon ne parvient pas à s'imposer au poste de gardien de but et, en fin de saison, le club monégasque est relégué en Division 2 après une défaite en barrage face à l'AS Angoulême. La saison suivante, il retourne au GFCO Ajaccio alors en division 2 qui termine 7e du championnat, une place devant l'AS Monaco. Il revient dans le club monégasque en 1970 en tant que titulaire. Les Monégasques remportent le groupe Sud avec la meilleure attaque et la meilleure défense puis terminent vice-champion de France après deux matchs nuls en phase finale face au Lille OSC et au Paris SG. Le club ne parvient cependant pas à rester à ce niveau à la suite d'une seconde partie de saison ratée et retourne en Division 2. Jean-Pierre Carayon quitte alors le club et rejoint le FC Bourges. Il dispute trois saisons avec ce club avant de mettre fin à sa carrière professionnelle en fin de saison 1975 sur une relégation en Division 3.

### Entraîneur
Jean-Pierre Carayon s'engage en 1975 avec le Club sporting de Thonon-les-Bains comme entraîneur-joueur. Le club est alors en Division d'honneur du Lyonnais. Sous ses ordres, les Savoyards remportent en 1978 le championnat et, en Coupe de France, ne s'inclinent qu'en prolongations face à l'AS Béziers. Dès sa première saison en division 3, le CS Thonon est promu en division 2 en terminant 2e du groupe Sud. Jean-Pierre Carayon dispute lors de cette saison ses derniers matchs en tant que joueur. Pour sa première saison en Division 2, les Savoyards surprennent en terminant quatrièmes du groupe B puis confirment, en terminant l'année suivante septièmes. En 1982, l'équipe dirigée par Jean-Pierre Carayon finit deuxième du groupe A à égalité de points avec le Toulouse FC mais avec une différence de buts défavorable. L'équipe termine également cette saison avec la meilleure défense du groupe. En barrages d'accession, le CS Thonon est battu par le FC Mulhouse sur le score de cinq buts à un sur les deux rencontres. En fin d'année, Jean-Pierre Carayon est élu meilleur entraîneur de Division 2 par le magazine France Football, mais la saison suivante est plus difficile, et le club termine treizième du groupe B. En avril 1984, le président du CS Thonon, Michel Frossard, est poussé à la démission et Jean-Pierre Carayon quitte alors son poste en solidarité avec lui.
En juin 1985, il rejoint le Perpignan FC qui évolue en Division d'honneur du Languedoc-Roussillon convaincu par le président Jean Lafont et par ce nouveau challenge. Sous sa direction, le club remporte le championnat en fin de saison puis l'année suivante, le groupe H de Division 4. Après cinq ans en Division 3, le club remporte le groupe Centre-Ouest en 1991 et accède à la Division 2. Septième pour sa première saison à ce niveau, le club redescend l'année suivante à la suite de la réorganisation de la Division 2 en une poule unique. Il remonte aussitôt en terminant second du groupe B du National. Le club catalan termine seizième puis huitième en 1996. La saison suivante, Jean-Pierre Carayon est démis de ses fonctions en mars à la suite des mauvais résultats. En fin de championnat, le club se retrouve relégué administrativement en division d'honneur à la suite de problèmes financiers.
En 1999, il est nommé entraîneur du Paris FC avec pour objectif affiché la montée du club en Division 2. Après un début de saison difficile, une victoire en sept matchs, le club se retrouve à lutter pour éviter la descente et en novembre, il est remplacé par Robert Buigues qui ne parvient pas à éviter la relégation.

## Palmarès
Jean-Pierre Carayon dispute 51 rencontres de Division 1 et 184 de Division 2 pour un but marqué. Avec le GFCO Ajaccio, il remporte le championnat de France amateurs en 1966 et 1968 ainsi que le groupe Sud-Est de CFA en 1967. Sous les couleurs de l'AS Monaco, il est vice-champion de France de division 2 en 1971.
Comme entraîneur, Jean-Pierre Carayon remporte le championnat de division d'honneur de Rhône-Alpes en 1978 avec le CS Thonon. Avec le Perpignan FC, il est champion de division d'honneur du Languedoc-Roussillon en 1985, vainqueur du groupe H de Division 4 en 1986 et vainqueur du groupe Centre-Ouest de Division 3 en 1991.
Il est élu meilleur entraîneur de Division 2 en 1982 par le magazine France Football.

## Statistiques
Le tableau ci-dessous résume les statistiques en match officiel de Jean-Pierre Carayon durant sa carrière de joueur professionnel,.
| Saison                | Club                  | Championnat           | Championnat | Championnat | Coupe(s) nationale(s) | Coupe(s) nationale(s) | Barrages d'accession | Barrages d'accession | Finale Division 2 | Finale Division 2 | Total | Total |
| Saison                | Club                  | Division              | M.          | B.          | M.                    | B.                    | M.                   | B.                   | M.                | B.                | M.    | B.    |
| 1962-1963             | AS Béziers            | Division 2            | 8           | 0           | -                     | -                     | -                    | -                    | -                 | -                 | 8     | 0     |
| 1963-1964             | AS Béziers            | Division 2            | 5           | 0           | 1                     | 0                     | -                    | -                    | -                 | -                 | 6     | 0     |
| 1964-1965             | AS Béziers            | Division 2            | 25          | 0           | 3                     | 0                     | -                    | -                    | -                 | -                 | 28    | 0     |
| 1965-1966             | GFC Ajaccio           | CFA                   | 17          | 0           | 1                     | 0                     | -                    | -                    | -                 | -                 | 18    | 0     |
| 1966-1967             | GFC Ajaccio           | CFA                   | 22          | 0           | -                     | -                     | -                    | -                    | -                 | -                 | 22    | 0     |
| 1967-1968             | GFC Ajaccio           | CFA                   | 26          | 0           | 4                     | 0                     | -                    | -                    | -                 | -                 | 30    | 0     |
| 1968-1969             | AS Monaco             | Division 1            | 14          | 0           | -                     | -                     | 3                    | 0                    | -                 | -                 | 17    | 0     |
| 1969-1970             | GFC Ajaccio           | Division 2            | 22          | 0           | -                     | -                     | -                    | -                    | -                 | -                 | 22    | 0     |
| 1970-1971             | AS Monaco             | Division 2            | 26          | 0           | 6                     | 0                     | -                    | -                    | 1                 | 0                 | 33    | 0     |
| 1971-1972             | AS Monaco             | Division 1            | 37          | 0           | 2                     | 0                     | -                    | -                    | -                 | -                 | 39    | 0     |
| 1972-1973             | FC Bourges            | Division 2            | 34          | 0           | 1                     | 0                     | -                    | -                    | -                 | -                 | 35    | 0     |
| 1973-1974             | FC Bourges            | Division 2            | 33          | 1           | -                     | -                     | -                    | -                    | -                 | -                 | 33    | 1     |
| 1974-1975             | FC Bourges            | Division 2            | 31          | 0           | -                     | -                     | -                    | -                    | -                 | -                 | 31    | 0     |
| Total sur la carrière | Total sur la carrière | Total sur la carrière | 300         | 1           | 18                    | 0                     | 3                    | 0                    | 1                 | 0                 | 322   | 1     |